# ゲーム批評
ゲーム批評（ゲームひひょう）とは、
1.ゲームの批評。
2.マイクロマガジン社（創刊時はマイクロデザイン出版局）が1994年から2006年まで発行していた主に家庭用テレビゲームの批評を中心としたゲーム雑誌のタイトル。
本記事では雑誌について説明する。

## 特徴
レビューと取材とインタビューを3本柱にして編集されていた。レビューについては、ゲームを発売後に完全に遊んでから評価するというコンセプトで行われている。評価するゲームは、実際に完成し発売された製品を購入してプレイしてから評価を行うことで、公平中立かつ公正な批評・評価が行えると主張していた。取材記事は、ゲーム業界の内部事情・裏事情に関したものが掲載され、特に初心会・デジキューブ・中古ソフト販売差し止め問題（2002年に最高裁判所でメーカー側敗訴）など流通業界に関する記事が多く掲載された。
メーカーへの癒着や配慮、迎合を避けるため、コンピュータゲーム関連企業からは広告を受けつけず、あくまで雑誌売上げによる収益のみによって雑誌の維持を行うこともコンセプトとしていた（裏表紙は「ゲームの広告を入れません」という宣言が書かれていただけのシンプルなものであった）。その後中期頃からは「ゲーム業界以外の広告を募集しています」となり、マジック・ザ・ギャザリングなどの広告が載ることが何度かあった。その後、「勇気あるゲームメーカーは存在しますか？」として、ゲームメーカーからの広告を取ろうとしたが一度も載らず、晩期は自社発売のボードゲームの広告を掲載し続けていた。
こうした広告排除の姿勢はマイクロデザイン全体のスタイルではなく、本誌編集部独自の発案である。
創刊経緯は、マイクロデザイン第2編集部が編集していた角川書店のゲーム雑誌『マル勝PCエンジン』が休刊し、編集スタッフの受け皿となるゲーム雑誌をやりたいが、資本がないためにゲームレビューに特化したゲーム雑誌というコンセプトで萩野谷貴史が企画立案した。企画時の編集スタッフは小泉俊昭、大脇雅和、萩野谷貴史、浜野一成の4名。業界に強い影響力を持つ「ファミ通のクロスレビュー」を受けてのアイディアだった。
通巻67号にスタンスを変更してゲーム会社広告を掲載、メーカーに阿った記事も多数掲載されるようになった。この号を境にメーカー側の意向に迎合する色合いが急激に増していた。

## コンテンツ

### 記事
毎号ごとのテーマに沿って記事が作成され、それが掲載されている。テーマは1号ごとに2〜3個。
広告を廃してメーカー側の意向を受けないスタンスから、他誌とは一線離れた視点での論調が多かった。特に各種ハードの立ち上げ期においては、Xboxの販売戦略に疑問符を投げかけたり、PSPの不具合問題を大きく取り上げるなど、他誌が書けない際どい記事を掲載し、それを好む層の獲得に成功している。
近年における「ゲーム＝悪」という風潮に対し、特に少年事件が起こるたびに、それに強く異を唱える特集も多かった。ゲーム脳という定義付けや、神奈川県の制定した残酷ゲームの有害図書指定などに否定的な見解を示している。

### ゲームソフト批評
この雑誌の核となる部分。
メーカーからの試遊版ロムを拒否し、発売されてからプレイするため、速報性は他誌に大きく劣る。その代わり、執筆者の見解がそのまま現れる。ただし反スクウェアを明確にしたケロリーヌ斎藤など、特定のゲームメーカーを嫌いその作品を酷評する執筆者もいた。
初期から中期に掛けて、反スクウェアがこの雑誌の路線になっており、ゲームソフトから企業路線までその批判は及んだ。

### コラム
小島秀夫、岡本吉起、名越稔洋らの業界著名人から、プロレスラー男色ディーノなどの異色コラムニストまで取り揃えられていた。コラムの寿命はかなりのばらつきがあり、長いものは最初から最後まで（休載含む）、短いものは5回未満で打ち切られている。
基本的には文章中心だが、金子一馬のものなど、漫画のようなコマ割り形式コラムもいくつか存在している。
これらの中でも、がっぷ獅子丸が怪作を紹介する「悪趣味ゲーム紀行」は特に人気が高く、クソゲー・バカゲーブームの一助にもなり、後に単行本化した。また、南敏久の「エロの星の名の下に」も、「すごいエロゲー烈伝!」として単行本化されている。

### 漫画連載
代表的な連載作として、「ゲーれき2001」（はやのん）、読者コーナーにおいての漫画連載（飛龍乱）などがある。初期に連載されていた「ひまわり地獄」（林家志弦）は連載終了後に単行本化している。
それ以外には、前述のように漫画的なコラム・レビューは存在しているものの、純粋な漫画連載は少なかった。ゲーム雑誌としては稀なケースといえる。

## 休刊とその後
2006年4月3日、69号を最後に休刊（事実上の廃刊）。11年の歴史に終止符が打たれた。
後に『GAME JAPAN』に掲載された元編集長のインタビューによれば、マイナーゲーム雑誌でありながらも、採算は取れていたとの発言があった。ゲーム会社の広告を受け入れないスタンスから、裏表紙は無地の中に「ゲームの広告を入れません」という宣言が書かれていただけのシンプルなものであったが、これは雑誌コードではなく書籍コードで創刊されたことと、少部数媒体のため広告が入る可能性が少なかったことから決定された。
後に『ゲーム批評』の後継雑誌として、67号以降の形態を発展させた新雑誌『G-navi』を発刊するが、2006年12月発売号（通巻3号）を最後に再び休刊している。